# Pachybrachis nubilis
Pachybrachis nubilis är en skalbaggsart som beskrevs av Bowditch 1909. Pachybrachis nubilis ingår i släktet Pachybrachis och familjen bladbaggar. Inga underarter finns listade i Catalogue of Life.